# Michael Grant (bokser)
Michael Grant (ur. 4 sierpnia 1972 w Chicago) – amerykański bokser wagi ciężkiej.

## Życiorys
Stoczył tylko dwanaście amatorskich walk, z których wygrał jedenaście. Jako zawodowiec debiutował w 1994. Jego pierwszym poważniejszym przeciwnikiem był Corey Sanders (nie mylić z innym, bardziej znanym bokserem, Corrie Sandersem), którego znokautował w drugiej rundzie. Następnie pokonał między innymi Rossa Puritty'ego, Lionela Butlera, Alfreda Cole'a oraz Jorge Luisa Gonzaleza.
Kariera Granta nabrała przyspieszenia po pokonaniu kolejno Davida Izona, Obeda Sullivana i Lou Savarese.
20 listopada 1999 stoczył walkę z Andrzejem Gołotą. Stawką tego pojedynku była możliwość zmierzenia się z Lennoxem Lewisem w walce o mistrzostwo świata. Grant już w pierwszej rundzie leżał na deskach, a jednak wyszedł zwycięsko z tego starcia. W dziesiątej rundzie Gołota po tym, jak podniósł się z nokdaunu, odmówił dalszej walki.
29 kwietnia 2000 doszło do starcia Granta z Lewisem. Brytyjczyk bronił mistrzowskich pasów organizacji IBF i WBC. Organizacja WBA zabroniła Lewisowi walki z Grantem, w związku z czym stracił on jej tytuł mistrzowski. Lewis efektownie zakończył pojedynek, nokautując Granta w drugiej rundzie.
Następna walka to kolejna szybka porażka Granta – tym razem z Jameelem McCline'em już w pierwszej rundzie. Od tego momentu do końca 2008 Grant stoczył jeszcze piętnaście pojedynków, w większości z bokserami mniejszego kalibru. Czternaście z nich wygrał. Jedyna przegrana – przez techniczny nokaut w siódmej rundzie – nastąpiła z najbardziej klasowym bokserem z tego grona, Dominickiem Guinnem.
7 maja 2010 Grant powrócił na ring, pokonując przez techniczny nokaut w pierwszej rundzie Kevina Burnetta. W następnej walce, 21 sierpnia 2010, przegrał jednogłośnie na punkty z Tomaszem Adamkiem w stosunku 117–111, 118–110 i 118–111. 11 marca 2011 pokonał przez nokaut w 3. rundzie Tye'a Fieldsa.
24 maja 2013 przegrał przed czasem w ósmej rundzie z Carlosem Takamem a 24 października  2014  w Moskwie w piątej z Manuelem Charrem.
22 kwietnia 2017 zmierzył się w walce wieczoru z Krzysztofem Zimnochem na gali w Legionowie. Pojedynek przegrał przez nokaut w 2. rundzie.

## Lista walk na zawodowym ringu
| Wynik | Rekord | Przeciwnik | Rozstrzygnięcie | Runda | Data | Miejsce | Uwagi |
| ----- | ------ | ---------- | --------------- | ----- | ---- | ------- | ----- |